# Charles J. Guiteau
Charles Julius Guiteau (Freeport, 8 de setembro de 1841 — Washington, D.C., 30 de junho de 1882) foi um advogado estadunidense, conhecido por atirar no presidente dos Estados Unidos James A. Garfield, em 2 de julho de 1881. Garfield sobreviveu ao atentado mas acabou morrendo de infecção, em decorrência dos ferimentos. Guiteau, que apresentava sinais de insanidade mental, foi enforcado.

## O Assassinato
Após receber sua mensagem de "Deus", Guiteau  pede dez dólares emprestado de um amigo, do qual utiliza para comprar a arma do crime, um revólver British Bulldog.
Guiteau nunca havia dado sequer um tiro, então foi praticar na enseada Tidal Basin. Nesta mesma semana ele seguiu Garfield até uma igreja, porém mudou de ideia e resolveu agir na estação ferroviária, novamente ele recuou pois o presidente estava na companhia da sra. Garfield. Passada algumas semanas, em sua terceira tentativa também não o fez pois estava quente demais, o mesmo ocorreu na quarta já que Garfield estava tendo uma conversa com o Secretária do Estado, que parecia importante. 

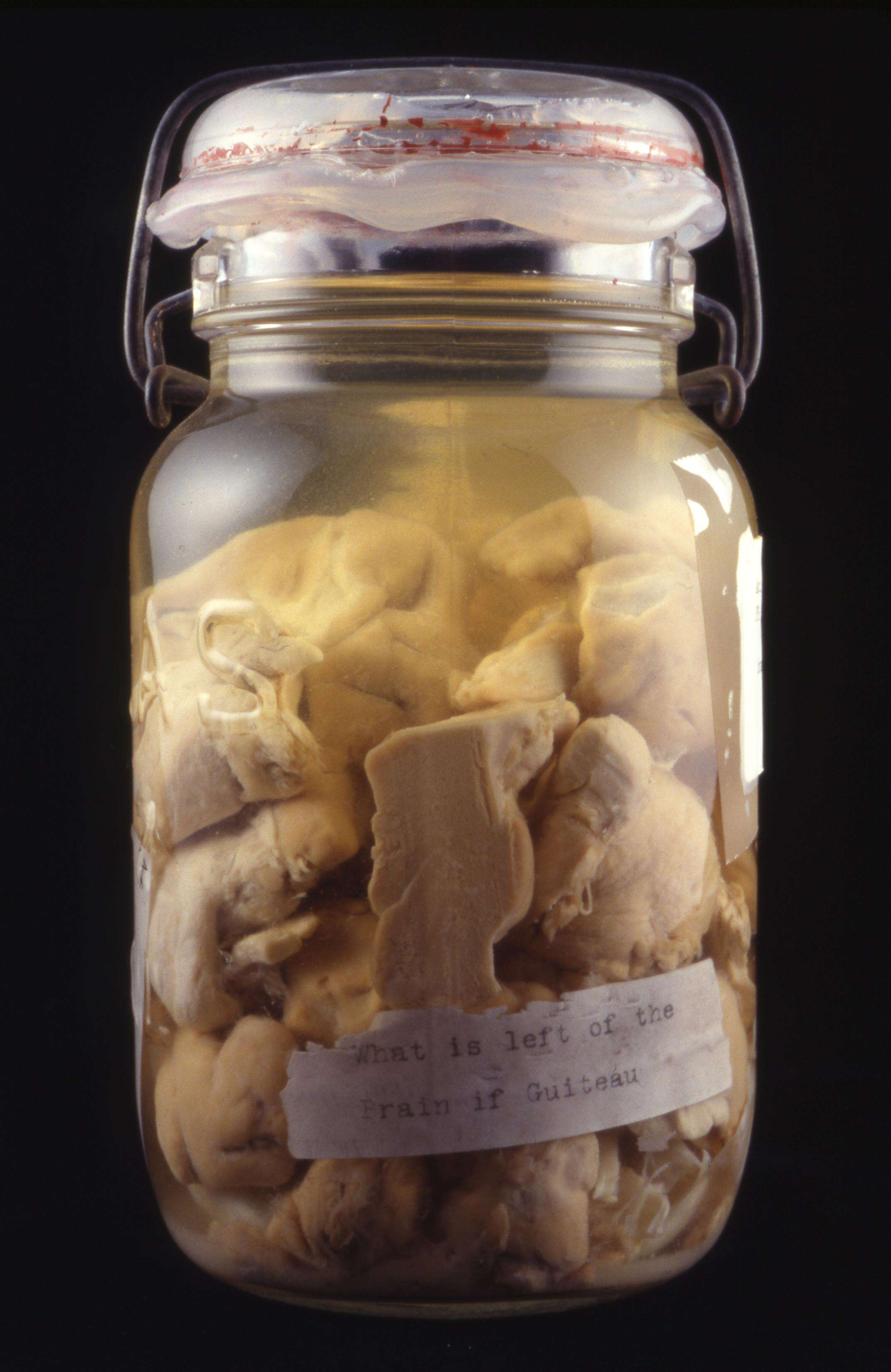
Cérebro de Guiteau na etiqueta esta escrito: "O que resta do cérebro de Guiteau"

Novamente, Guiteau encheu-se de coragem e decidiu agir, após ter notícias de que Garfield iria passar umas férias de verão no dia 2 de julho. Neste dia Guiteau havia acordado as 4 da madrugada e ido as margens do Potamac para praticar, depois foi até a estação ferroviária e se escondeu no banheiro a espera de seu alvo. Por volta das 9 horas e 20 minutos Garfield chega à estação acompanhado de seu conselheiro, então Guiteau surge, sorrateiramente, a dois metros de distância e dispara seu primeiro tiro rumo ao presidente, acerta seu braço, outro projétil vem logo em seguida acertando seu tórax. Guiteau tenta fugir mas é agarrado por um policial na saída da estação, enquanto isso Garfield é socorrido por dois médicos, que ,segundo relatos, após perguntarem se ele estava bem, ele ofegou: "Sou um homem morto...".

## Processo e execução

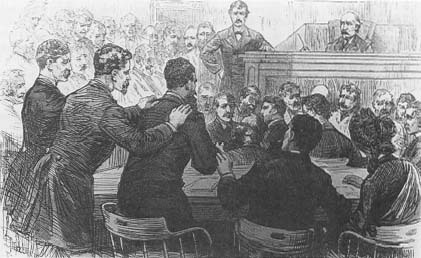
Guiteau precisou ser contido durante o julgamento.
Desenho para publicado por Harper's Weekly, 1882.

O processo, iniciado em 14 de novembro de 1881, foi um dos primeiros casos, nos Estados Unidos, em que se abordou a irresponsabilidade decorrente de doença mental. Guiteau afirmava não ser culpado pois a morte de Garfield fora a vontade de Deus, da qual ele teria sido apenas o instrumento. No fim do processo, Guiteau começa a fazer planos de realizar uma turnê de conferências após sua libertação, que ele acredita ser iminente, e considera a possibilidade de apresentar sua candidatura à eleição presidencial de 1884, animado pelo circo midiático armado em torno do seu caso.
Ele fica realmente consternado quando o júri, não convencido de sua inspiração divina, declara-o culpado de assassinato, em 25 de junho de 1882. Ele apela, inutilmente, sendo enforcado em 30 de junho, em Washington. No cadafalso, Guiteau recita um dos seus poemas I am Going to the Lordy. Ele até havia pedido o acompanhamento de uma orquestra, mas o pedido foi rejeitado.
Uma parte do cérebro de Guiteau foi conservada no Mütter Museum de Filadélfia.